# Steinbildhauer

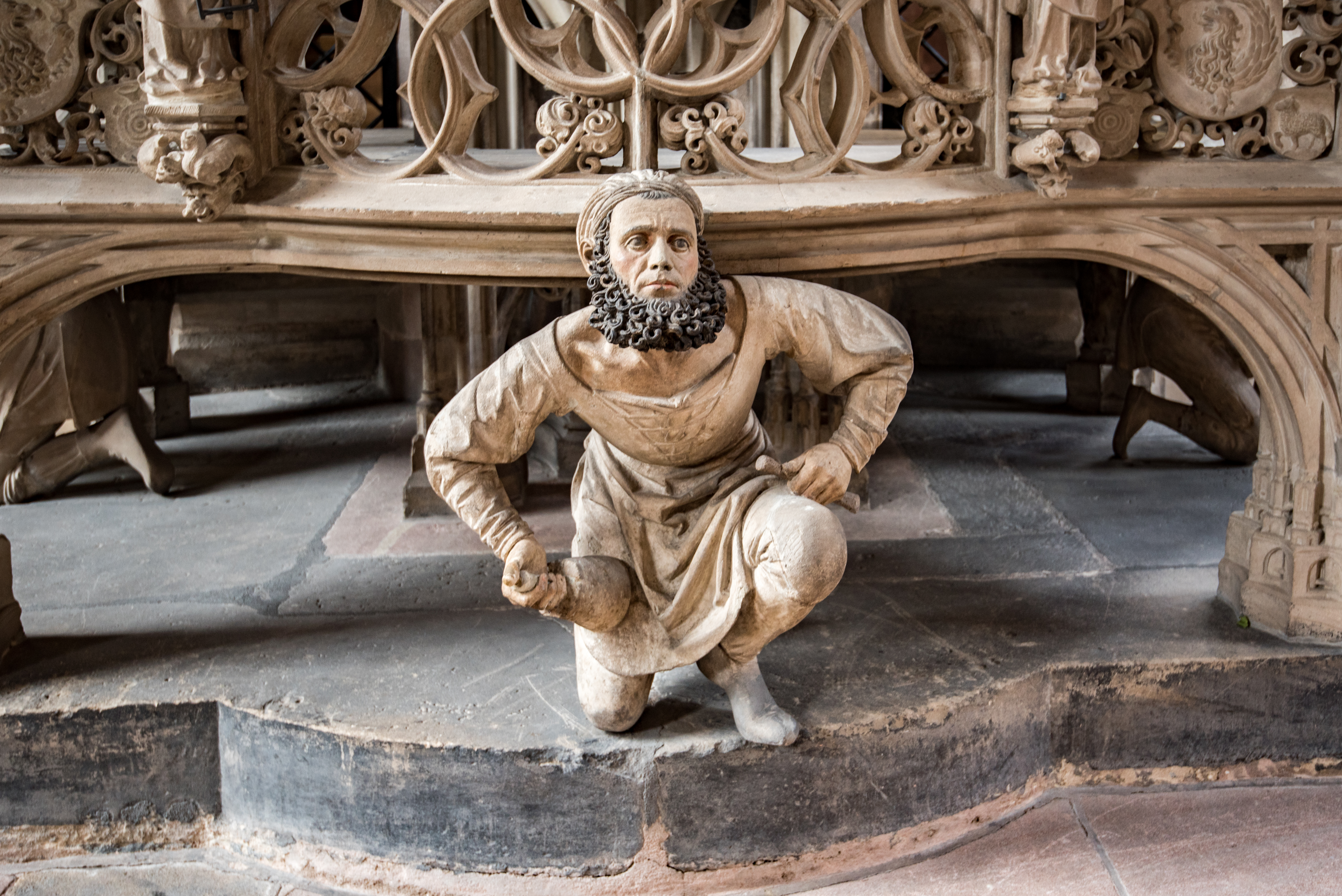
Selbstbildnis von Adam Kraft, einem bedeutenden deutschen Steinbildhauer der Spätgotik, am Sakramentshaus in St. Lorenz in Nürnberg (mit Handwerkzeug)

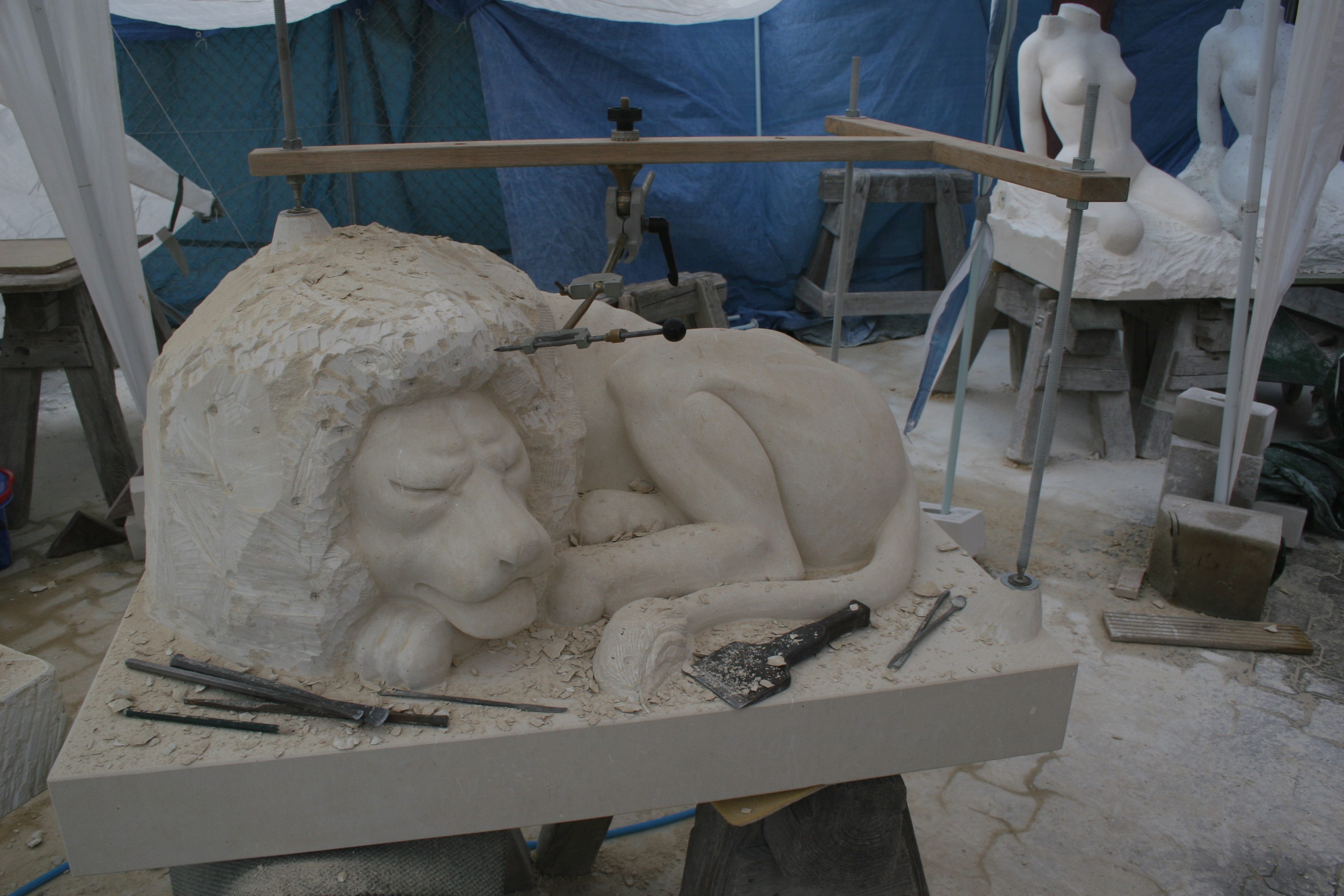
Eine typische steinbildhauerische Tätigkeit ist das Kopieren mit einem Punktiergerät in Handarbeit

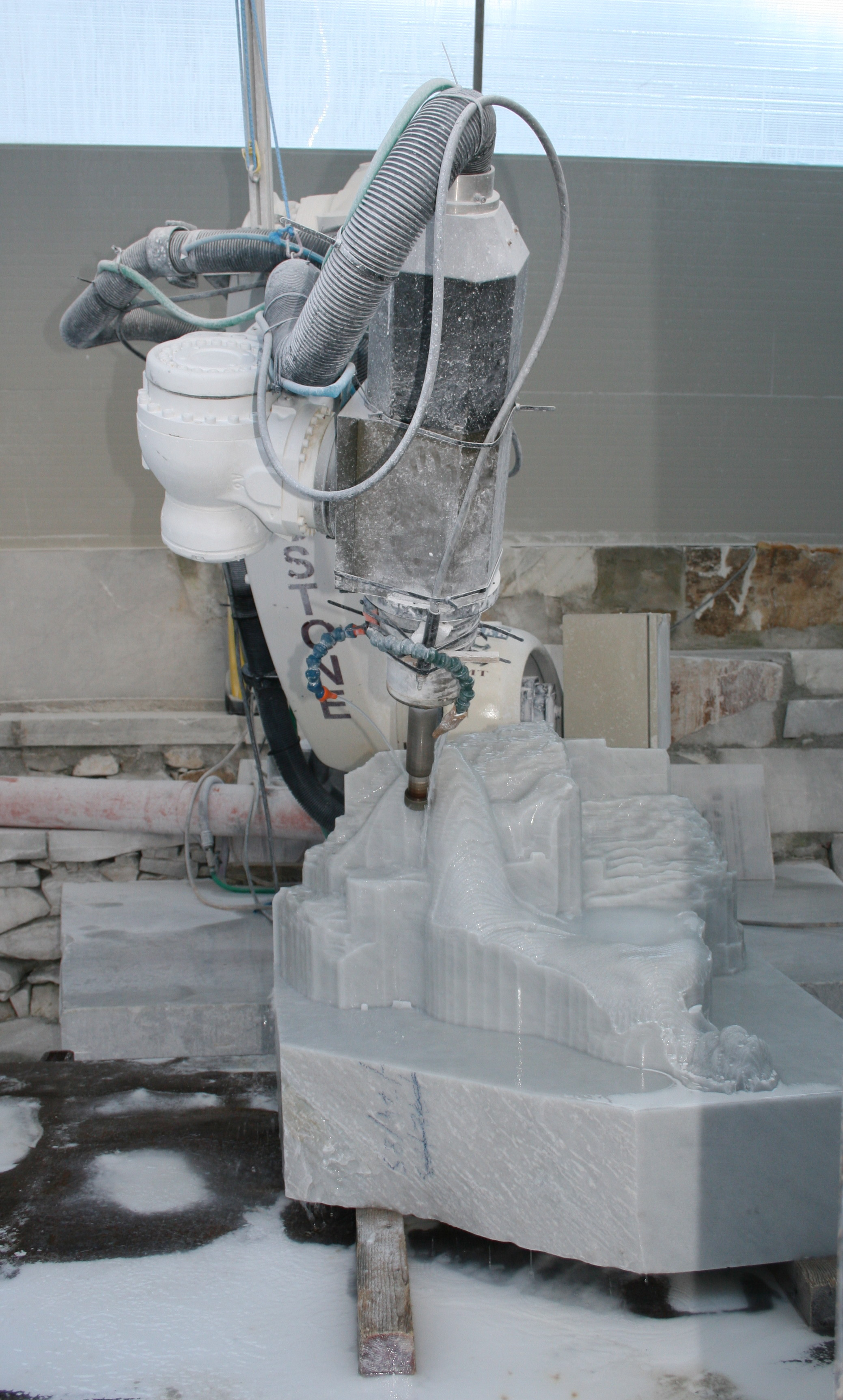
Elektronisch gesteuerter Kopierfräser (Umrisse einer liegenden Frau in Carrara-Marmor (2007))

Steinbildhauer (lat.: statuarius, sculptor) stellen plastische Natursteinarbeiten her. Im Gegensatz zum Steinmetz sind ihre Arbeiten mehr gestalterisch und weniger geometrisch, also keine Profilarbeiten oder bautechnischen Arbeiten, wie Treppen oder Küchenarbeitsplatten. Wie andere Bildhauer haben sie meist künstlerische oder kunsthandwerkliche Fähigkeiten. Der Steinbildhauer kann sowohl schöpferisch arbeiten als auch vorgegebene Plastiken in Stein umsetzen.
Beim Steinbildhauer handelt es sich um einen handwerklichen und gestalterischen Ausbildungsberuf, die ersten beiden Lehrjahre sind mit dem Steinmetz identisch.
Durch den Einzug digitaler Technik wie Kopierlaser und digital gesteuerte Steinfräsen verändert sich auch die Tätigkeit der Steinbildhauerei. So wurden beispielsweise die großen, barocken, steinernen Adler mit einer Spannweite von 1,80 bis 2,70 Meter des Berliner Schlosses nachempfunden, die sich über dem Architrav unter dem Kranzgesims befinden. Die Adler wurden von Bildhauern und Steinbildhauern, wie früher, in Ton modelliert und anschließend in Gips abgegossen. Die Gipsmodelle bilden die stabile Grundlage um sie in Stein umzusetzen. Adler-Gipsmodelle wurden nicht händisch in Stein geschlagen, sondern gescannt und durch digital gesteuerte Maschinen mit ihren Konturen aus dem Sandstein herausgefräst, eine wesentlich frühere Handarbeit von Steinbildhauern. Die weitere Überarbeitung und die letzte Oberfläche stellten wiederum Bildhauer und Steinbildhauer händisch her.

## Historische Entwicklung der Steinbildhauerei

### Antikes Ägypten

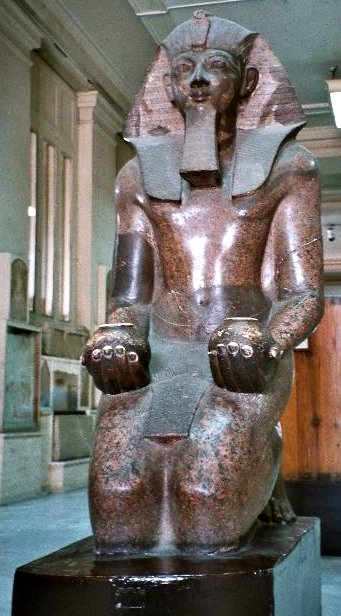
Ägyptische Granitstatue des Thutmosis III.

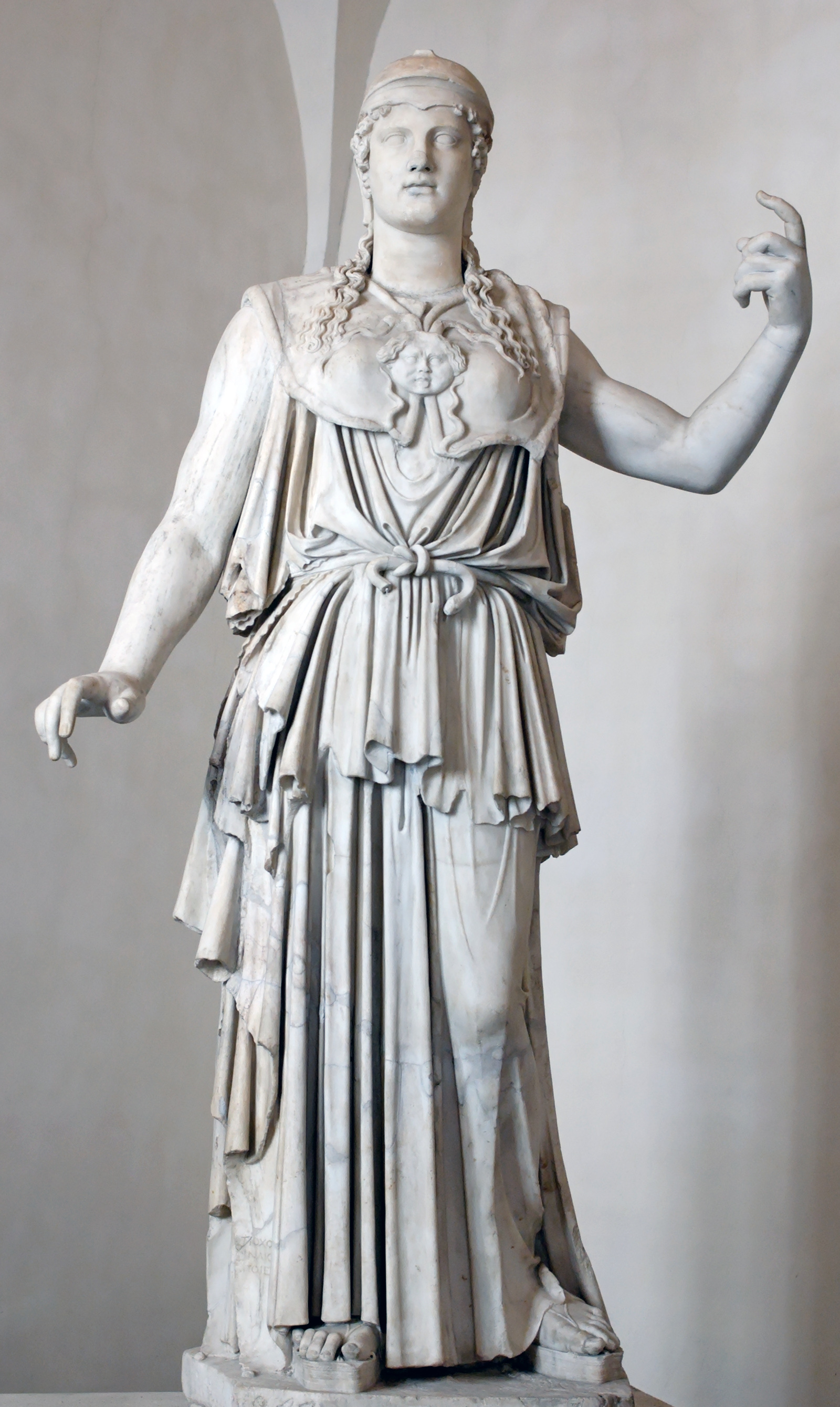
Athena Parthenos, römische Kopie 1. Jhd. Palazzo Altieri, Rom; signiert „Antiochos aus Athen“

#### Skulptur
Es fällt auf, dass schon in einer der ältesten Kulturen mit bildhauerischer Tradition, der ägyptischen, auch härteste Gesteine wie Granit, Basalt, Diorit, Gabbro oder Porphyr auftreten. Zweifellos steht die Wahl dieser Werkstoffe im Zusammenhang mit dem Ewigkeitsanspruch entsprechender Werke als Repräsentanten bedeutender Verstorbener.
Einen Arbeitsablauf bei den ägyptischen Statuen kann man entsprechend einer Malerei im Grab des Wesir Rechmire (um 1450 v. Chr.) nachvollziehen. Der im Steinbruch gewonnene Block wurde grob zurechtgehauen. Auf alle vier Seiten des Blocks wurden die Umrisse der Figur aufgezeichnet und das überstehende Steinmaterial abgetragen. Die Steinbildhauer arbeiteten demzufolge Schicht für Schicht des Werksteins ab und hatten dabei stets die gesamte Skulptur im Blick.
Für die groben Arbeiten an Weich- und Hartgesteinen benutzte man Steinhämmer aus Dolerit mit und ohne Stiel. Diese Werkzeuge dienten den Ägyptern insbesondere bei der Anfertigung von Skulpturen aus Hartgestein. Für das Ausformen wurden für die feineren Arbeiten in Weichgestein Knüpfel und Meißel aus Bronze bis um 1500 v. Chr. und in der römischen Zeit Eisenmeißel benutzt. Mit Poliersteinen (Bims) und Schmirgelmasse, wie Quarzsand, wurde die Oberfläche geglättet. Die Bronzemeißel waren übrigens derart wertvoll, dass sie abends abgegeben werden mussten und bei Verlusten hohe Strafen nach sich zogen. Die Skulpturen wurden frei herausgearbeitet; ein Rückenpfeiler blieb in Stein erhalten. Es entstand eine blockartige Figur. Die Menschendarstellungen waren nicht personalisiert und die Steinbildhauer beschränkten sich auf die Darstellung von Wesenszügen.

#### Relief
Die Ägypter benutzten bei der Anfertigung von flachen Reliefs, wie bei den Statuen zur Gestaltung des menschlichen Körpers, feste Proportionsregeln. Der menschliche Körper wurde bei Reliefs früher in 18 und später in 21 Quadrate aufgeteilt. Der Körper wurde in der Höhe in drei Teile aufgeteilt, wobei das untere Drittel ohne Höhenteilung, das mittlere Drittel in zwei gleich große Teile und das obere Drittel in 2 Teile für den Kopf, 1 ½ Teile vom Hals bis zu den Achselhöhlen und in 2 ½ Teile von Achselhöhle zu Bauchmitte eingeteilt wurden.

### Antikes Griechenland

#### Skulptur
In der griechischen Plastik herrscht neben Bronze vor allem Marmor als Material vor. Die Skulpturen der Akropolis sind aus pentelischem Marmor, erkennbar an seinem milchig-weißen Farbton. Aus Paros stammt eine wärmer getönte Sorte.
Nach Carl Blümel (1893–1976), Bildhauer und Direktor der Berliner Antikensammlung, arbeitete die griechische Steinbildhauerei der Frühzeit anfänglich wie die ägyptischen Steinbildhauer. Die äußere Form der Figur wurde aufgezeichnet bzw. eingeritzt. Die Skulpturen konnten von allen Seiten her bearbeitet werden. Die Griechen arbeiteten jedes Mal Schicht um Schicht ab. Sie arbeiteten also niemals an einem Bein, Arm oder Kopf für sich, sondern hatten stets das Ganze im Auge, und die Figur war in jedem Stadium der Arbeit ganzheitlich.
Sie benutzten bei ihren Arbeiten durch Schmiede geformte bronzene und später „eiserne“ (aus gehärtetem Stahl) Spitzmeißel, daher hatten die Skulpturen unzählige punktförmige Löcher, die möglicherweise auch durch Zweispitze oder Spitzhämmer entstanden und im Laufe des Arbeitsprozesses mit immer feineren Spitzeisen und feineren Hieben bearbeitet wurden. Diese Technik wandten nur die Griechen an, weil sie eine andere Oberfläche bevorzugten als alle anderen Steinbildhauer nach ihnen. Ein letzter Arbeitsgang erfolgte mit dem Zahneisen, das eine Anreihung von „kleinen Spitzeisen“ in einer metallenen Schneide ist. Dieses Werkzeug benutzten die Bildhauer, um die Unebenheiten, die die Spitzeisen verursachten, weiter einzuebnen. Grundsätzlich zieht ein Spitzen von Marmor ein Zertrümmern der Mineralkörner nach sich. Dabei wird die Steinoberfläche aufgehellt. Dieses vermeiden die heutigen Steinbildhauer. Die Griechen erzeugten bewusst eine samtne raue Steinoberfläche. Möglicherweise wurde die Oberfläche rau hergestellt, weil die Skulpturen der Griechen farblich gefasst wurden und die Farbe an der rauen Oberfläche besser anhaftete.
Sollten bestimmte Partien geglättet werden, die radiale Formen hatten, benutzten die Griechen partiell Schlageisen oder Rundeisen, die keine gerade, sondern eine runde Schneide hatten, und ab der Mitte des 5. Jahrhunderts v. u. Z. finden sich Spuren von Steinbohrern. Metallene Raspeln wurden vor allem an Stellen benutzt, auf denen ein späterer Farbauftrag erfolgen sollte. In den späteren Zeiten wurde der Marmor von den Steinbildhauern und auch von den griechischen Steinbildhauer 350 Jahre v. Chr. stets geglättet und meist bis zur Politur gebracht. Dies lässt sich an den Bearbeitungsspuren des Parthenon nachweisen.
Ein Wandel der Steinbearbeitung vollzog sich im 1. Jahrhundert v. Chr. in der griechischen Bildhauerei als ein Steinbildhauer nachweislich das Modell mit Hilfe eines Messverfahrens in den Stein übertrug. Der Stein wurde nicht mehr rund um den Stein herausgemeißelt, sondern zuerst die Vorderseite herausgeschlagen. Dabei überprüfte der Bildhauer die jeweiligen Tiefen von Modell und Skulptur über Stichmaße. Es war ein einfaches Punktierverfahren, das erst viel später weiter zum Zirkelpunktieren entwickelt wurde. Der Bildhauer befestigte am Gipsmodell Schnüre und übertrug die Maße, indem er in der Skulptur Löcher einschlug. Ferner benutzten die Bildhauer senkrechte Lote, die an einem Holzrahmen über den Skulpturen befestigt wurden und Stichmaße lieferten. Von den fertiggestellten Tiefenpunkten wurde anschließend die spätere Oberfläche hergestellt. Dabei wurden nicht mehr nur Spitzeisen, sondern Schlageisen benutzt, die die Steinoberfläche nicht so stark prellten.

#### Relief
Die griechischen Bildhauer zeichneten die Umrissformen auf der Marmorplatte auf und vertieften die Formen und erst anschließend die Details der Figuren. Die höchsten Punkte des Reliefs befinden sich alle auf einer Ebene. Bei den heutigen Reliefs ist es umgekehrt, da liegen die tiefsten Punkte auf einer Ebene. Der Hauptunterschied zur griechischen Skulptur ist, dass das Schlag- und Rundeisen häufiger als das Spitzeisen eingesetzt werden. Verwendet wurden bei der Reliefarbeit vor allem Zahn-, Schlag- und Rundeisen.
Wurden mehrere Reliefebenen in einem Bildwerk geschaffen, arbeiteten die Bildhauer zunächst die tiefer liegenden Ebenen und Formen aus, um dann die jeweils höher liegenden Ebenen zu bearbeiten.

### Antikes Rom

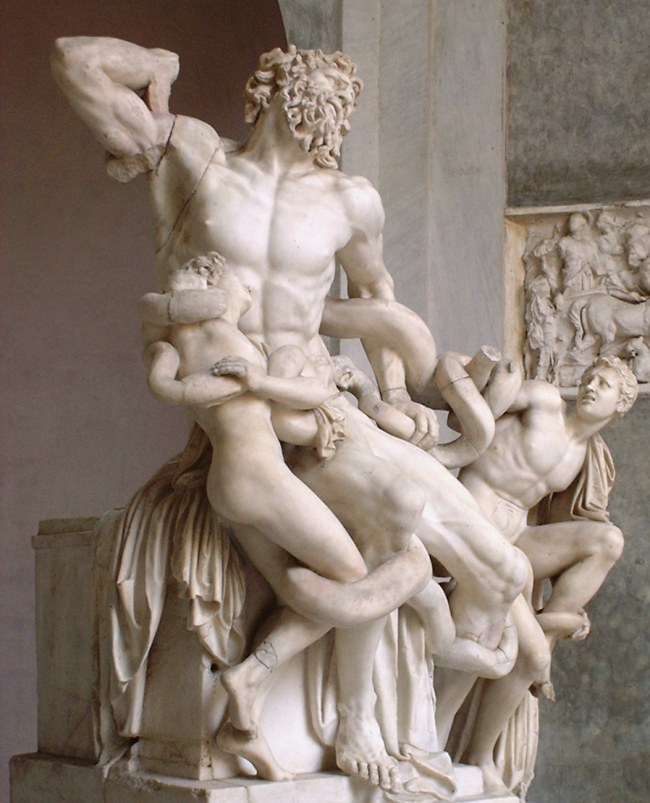
Die Laokoongruppe im Vatikanmuseum

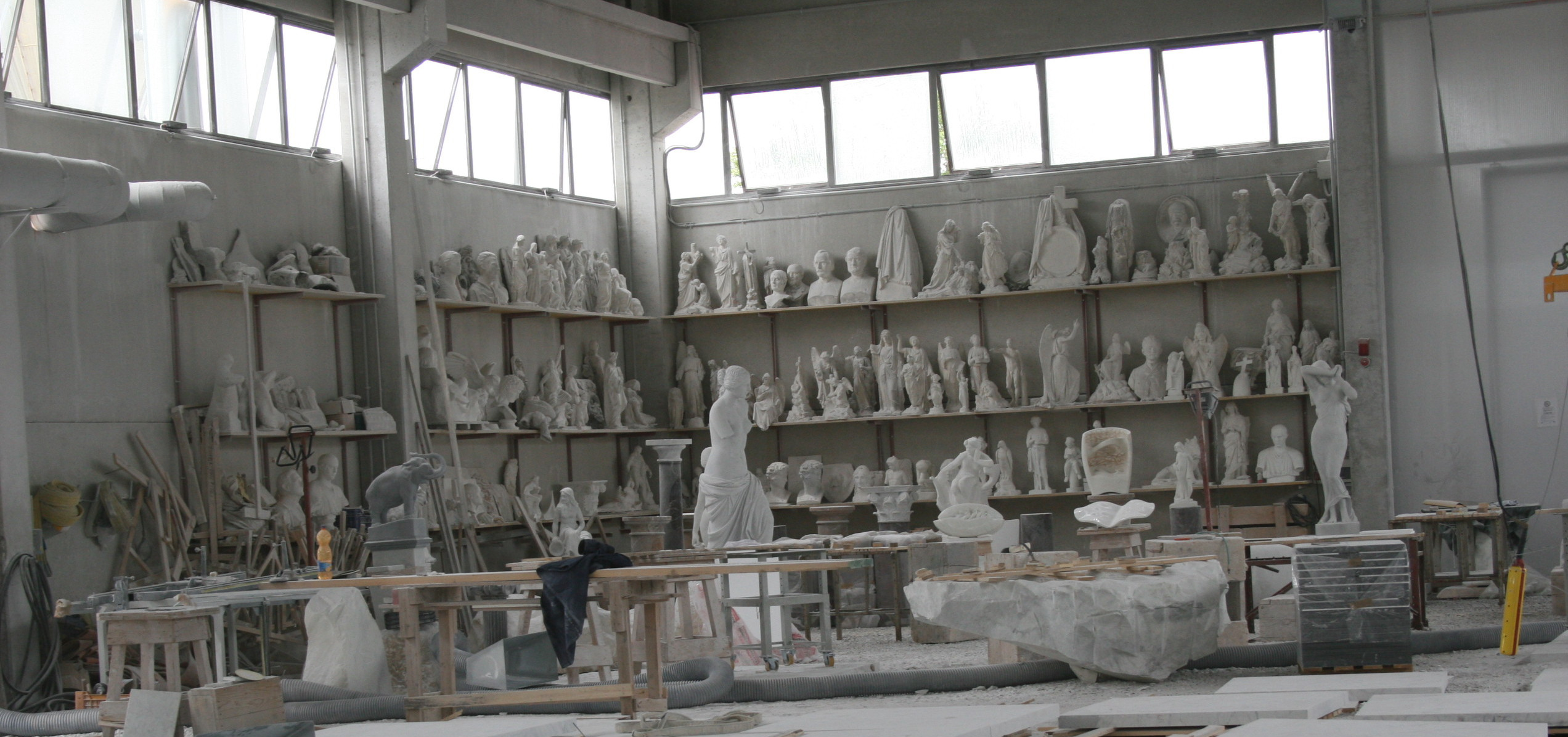
Ein Blick in eine Steinbildhauerwerkstatt in Carrara

Die Römer übernahmen im Wesentlichen die Bildhauertechnik der Griechen. Sie verwendeten, wie auch noch ihre neuzeitlichen italienischen Nachfahren, vor allem den blendend weißen Marmor aus den Steinbrüchen von Carrara-Marmor. Sie arbeiteten, je näher sie an die Oberfläche der Skulpturen kamen, mit dem Spitzeisen in einem flachen Winkel und benutzten abschließend Schlageisen. Damit wurde das Schlageisen zum Hauptwerkzeug. Arbeitstechnisch war für die römischen Bildhauer die Schnelligkeit in der Herstellung der Skulpturen entscheidend, und sie arbeiteten die Skulpturen in Einzelflächen aus und verbanden diese. Sie benutzten dabei einen Lotrahmen, und damit entstand die Möglichkeit, die erforderlichen Punkte genau auszuarbeiten. Anschließend begann die Schleif- und Polierarbeit. In dieser Zeit um 100 v. Chr. ist vermutlich die Laokoongruppe entstanden, die eine Bronzeskulptur als Vorlage hatte.
Die Römer waren die perfekten Kopisten und brachten steinerne Bildnisse ihrer Kaiser und andere Bildwerke als Demonstration ihrer Macht in die eroberten Ländereien, daher wurden möglichst viele Kopien von Kaiserporträts angefertigt, die heute in den Museen zu bestaunen sind.

### Mittelalter
Für die Bauskulptur des Mittelalters stand in Frankreich oft ein feinkörniger, gelblich-grauer Kalkstein zur Verfügung, in deutschen Regionen eher Sandstein mit seinen regionalen Varietäten. Ab dem 13. und 14. Jahrhundert wurden die Figuren wieder frei und rund aus dem Block herausgearbeitet, doch bleibt fast immer eine Bindung an eine Rückwand oder ein Gehäuse bestehen.

### Neuzeit
Erst in der Renaissance wird die Mehransichtigkeit zum künstlerischen Ideal. Eine technische Neuerung ist die Wiederaufnahme vergessener Übertragungsverfahren, wie die Verwendung des Lotrahmens.
In der Barockzeit werden Bozetti, skizzenhaft ausgeführte plastische Modelle aus Holz oder Ton verwendet. Sie dienen als Entwurf für eine Figur oder eine großplastische Statue, dabei werden die Vorstellungen des Auftraggebers berücksichtigt. Im Barock sind Punktiergeräte im Einsatz und im Klassizismus spielt das Modell, nach dem gefertigt wurde, wiederum die entscheidende Rolle. Im Klassizismus entstanden Werkstätten, die nach vorhandenen Modellen Skulpturen in Kleinserien herstellten.

### 20. Jahrhundert
Zu Beginn des 20. Jahrhunderts wurde wiederum das reliefartige und freie Arbeiten praktiziert. Dabei spielte die Schrift von Adolf von Hildebrand zum Problem der Form in der bildenden Kunst eine Rolle, dass die Skulpturen frei und rund aus dem Naturstein geschlagen wurden (direct carving). Hinsichtlich der Übertragungsverfahren standen sich unterschiedliche Lehrmeinungen und Anwendungen gegenüber. Teilweise wurde punktiert und frei gearbeitet. Bei großen Skulpturen wurden häufig Messrahmen geschaffen, von denen aus eingemessen werden konnte.

## Heutige Steinbildhauerei
Der Steinbildhauer ist in der Lage, eine dreidimensionale Arbeit exakt nach (eigenen oder fremden) Vorgaben zu verwirklichen. Dabei formt der Steinbildhauer seine Skulpturen von außen nach innen, indem er die Skulptur aus einem Steinblock heraushaut, also entgegengesetzt dem Modelleur beim Aufbau eines Tonmodells.

### Ausbildung
Als Steinbildhauer bezeichnen sich in Deutschland auch die Steinmetzen, die sich in einem Beruf mit zwei Fachrichtungen qualifizieren. Es gibt eine Gesellen-Ausbildungsordnung für Steinmetzen und Steinbildhauer, die sowohl den Beruf der Steinmetzen als auch den der Steinbildhauer umfasst. Des Weiteren gibt es den „Meister im Steinmetz- und Steinbildhauerhandwerk“ als vollhandwerklichen Beruf, gewissermaßen ein Berufstyp mit zwei Berufen. In Meisterprüfungen muss neben einem Meisterstück ein Steinmetz als Arbeitsprobe ein Steinbildhauerwerk anfertigen und ein Steinbildhauer eine Steinmetzarbeit. Da die steinbildhauerischen Aufträge gering sind, können die Meister und Gesellen dieses Faches ganz selten allein von Steinbildhauerarbeiten leben.
Im Ausbildungsberufsbild für Steinmetz- und Steinbildhauerlehrlinge sind enthalten:
- Entwürfe entwickeln und in Modelle umsetzen
- Relief- und plastische Schmuckformen entwerfen, umsetzen und abgießen
- Negativformen, mehrteilige Formen, Modelle herstellen und bearbeiten
- Modelle in Stein übertragen, insbesondere durch Punktieren
- Plastische Körper erstellen und ausführen
- Ornamentale Schmuckformen entwerfen und ausführen
- Restaurierungsmaßnahmen an Steinbildhauerobjekten vorbereiten, durchführen und dokumentieren
- Abgüsse herstellen
- Arbeitsschritte dokumentieren

## Arbeitsweise

### Technisch-reproduktive Aspekte

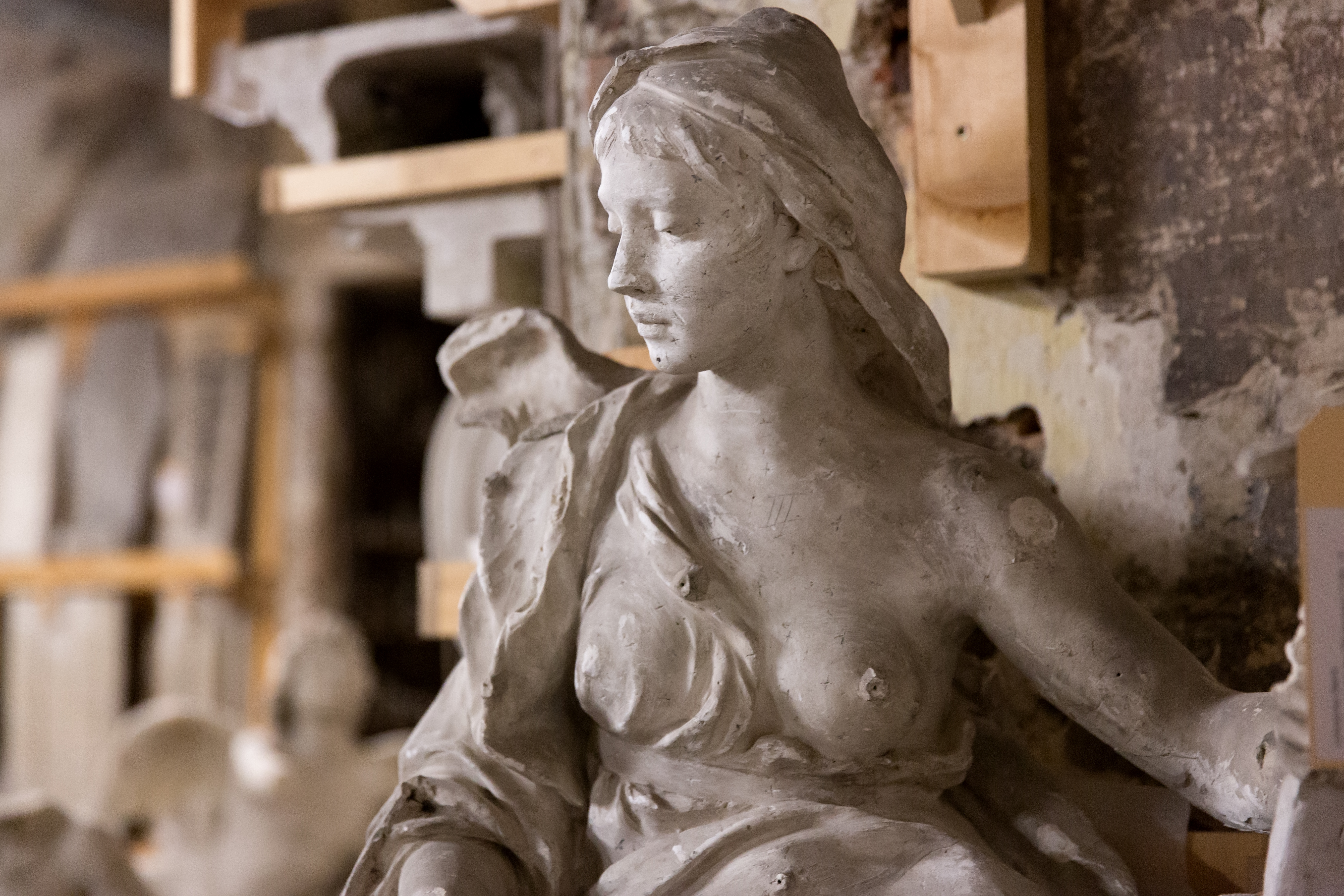
Gipsmodell von Johannes Benk mit den Markierungen des Punktiergerätes

Steinbildhauer fertigen nach einem Modell vor allem im 1:1-Maßstab mit Punktiergeräten Skulpturen. Sie können auch Modelle mit Proportionalwinkel vergrößern bzw. verkleinern oder mit der sog. Drei-Zirkelmethode ausarbeiten. Eine spezielle Methode, die nicht jeder Steinbildhauer beherrscht, ist das spiegelverkehrte Punktieren von Modellen mit der Drei-Zirkelmethode. Die technisch-reproduktive Methode der Bildhauerei wird vor allem bei Restaurierungsaufgaben zur Anfertigung von Kopien wertvoller Skulpturen eingesetzt, gleichfalls auch für rein kommerzielle Zwecke. Beispielsweise wird der David Michelangelos ca. alle drei Jahre in Originalgröße als Auftragsarbeit zum globalen Export gefertigt. Die Anfertigung erfolgt fast immer in der Region Carrara, ausgeführt nach einem der dort existierenden 1:1-Gipsmodelle.

### Entwicklungsaspekte
Bei traditionellen Punktiergeräten müssen die mechanischen Abtastorgane beim Arbeiten immer wieder vor- und zurückgeschoben werden, das ist zeitaufwendig und führt auch zu Ungenauigkeiten. Ein „zukünftiges“ berührungsloses Laser-Punktiergerät ermöglicht ein einfaches, beschleunigtes, genaues Arbeiten. Das zeitweise Wegräumen eines Gestells sowie das Vor- und Zurückschieben von Nadeln entfällt. Es macht nichts aus, wenn der Bildhauer beim Arbeiten wiederholt den Lichtstrahl unterbricht, er kann immer wieder sofort weiterarbeiten. Der Computereinsatz ermöglicht auch auf einfache Weise das Herstellen von verkleinerten, vergrößerten oder auch verzerrten Kopien.

### Reliefs
Bei der Herstellung von Reliefs werden Raster angewendet, sowohl für 1:1-Modelle als auch Vergrößerungen oder Verkleinerungen. Raster haben nicht nur die Ägypter angewandt, sondern auch Albrecht Dürer in der Reproduktion von Zeichnungen oder Gemälden.

### Kreative Aspekte
Neben den technisch-reproduktiven Aspekten hat eine Reihe von Steinbildhauern auch die Fähigkeit zur Ausführung von eigenen freien künstlerischen Arbeiten in Naturstein. Ein Teil der kreativen Steinbildhauer erstellt kunsthandwerkliche oder freie künstlerische Arbeiten. Teilweise sind Steinbildhauer auch in der Grabmalgestaltung tätig, vor allem in großstädtischen Umfeld.

### Vorarbeiten mit computergesteuerter Kopierfräsern
Heute werden für das Herausschlagen der Umrisse einer Skulptur elektronisch gesteuerte Kopierfräser eingesetzt. Dabei entfällt die körperlich schwere und aufwändige Arbeit mit Fäustel und Meißel. Die Herstellung der Oberflächenform und Haut der Skulptur erfolgt dann mit dem Steinbildhauereisen.

## Berühmte Steinbildhauer der Geschichte
Bedeutsame historische Steinbildhauer im deutschsprachigen Raum
- Naumburger Meister, Mitte des 13. Jahrhunderts wirkte der namentlich nicht bekannte Hauptmeister am Naumburger Dom.
- Peter Parler (1330 oder 1333–1399), bedeutendster Dombaumeister und Steinbildhauer der deutschen Gotik.
- Wenzel Parler (* vermutl. vor 1360–1404) war einer der bedeutendsten Bildhauer aus der Parler-Dynastie.
- Adam Kraft (vermutl. 1455 bis 1460–1509), bedeutender Steinbildhauer der Spätgotik.
- Heinrich Brabender (* vermutl. um 1467–1537) war Steinbildhauer der Spätgotik.
- Conrat Meit (* 1470/1485–1551) war ein Bildhauer der deutschen Renaissance.
- Balthasar Permoser (1651–1732), Steinbildhauer des Barock.
- Lorenzo Mattielli (1687–1748), Steinbildhauer in Wien und Dresden.
- Georg Raphael Donner (1693–1741 in Wien) bedeutender österreichischer Steinbildhauer des Barock.
- Johann Gottfried Schadow (1764–1850), bedeutender Bildhauer des Klassizismus.
- Christian Daniel Rauch (1777–1857), bedeutender Bildhauer des Klassizismus.
- Ludwig Michael von Schwanthaler (1802–1848), Hauptmeister der klassizistischen Plastik in Süddeutschland.
- Adolf von Hildebrand (1847–1921), Bildhauer

Berühmte historische europäische Steinbildhauer
- Phidias, attischer Steinbildhauer des 5. Jhs. v. Chr., der zahlreiche Skulpturen des Parthenon schuf.
- Praxiteles, griechischer Bildhauer des 4. Jhs. v. Chr., war bedeutendster Steinbildhauer der Spätklassik.
- Niccolò Pisano (1205–1278), Steinbildhauer, war bedeutender Vertreter des frühen italienischen Mittelalters.
- Donatello (um 1386–1466), war einer der bedeutendsten italienischen Steinbildhauer der Frührenaissance.
- Michelangelo (1475–1564), war der bedeutendste Steinbildhauer der italienischen Hochrenaissance.
- Pietro Maino Maderno (1592–1653) kaiserlicher Hofbildhauer, arbeitete ausschließlich in Stein
- Giovanni Lorenzo Bernini (1598–1680), war Steinbildhauer des italienischen Barock.
- Louis-François Roubiliac (1695–1762) war ein bedeutender französischer Steinbildhauer des 18. Jahrhunderts.
- Antonio Canova (1757–1822), Steinbildhauer, war führender Vertreter des italienischen Klassizismus.
- Bertel Thorvaldsen (1770–1844), berühmter dänischer Steinbildhauer des Klassizismus

Bildhauer der Neuzeit, die vor allem in Naturstein arbeiteten
- Karl Prantl (1923–2010), Begründer des Symposion Europäischer Bildhauer
- Max Bill (1908–1994)
- Jürgen Weber (1928–2007)
- Alfred Hrdlicka (1928–2009)
- Ulrich Rückriem (* 1938)
- Stefan Rinck (* 1973)

Weitere Persönlichkeiten mit handwerklicher Steinbildhauerausbildung
- Günter Grass, Schriftsteller, Maler und Bildhauer mit Steinmetz- und Steinbildhauerlehre (1947–1949) in Düsseldorf.
- Emil Cimiotti (emer. Professor an der HBK Braunschweig), Steinmetz- und Steinbildhauerlehre (1946–1949).

## Weitere Themen
- Ein Ausstellungsort für Steinkunst nennt sich Lapidarium.